# رکس وید
رکس آروین وید (انگلیسی: Rex A. Wade؛ زادهٔ ۱ ژانویهٔ ۱۹۳۶) یک تاریخ‌نگار اهل ایالات متحده آمریکا است.